# Arago-folt

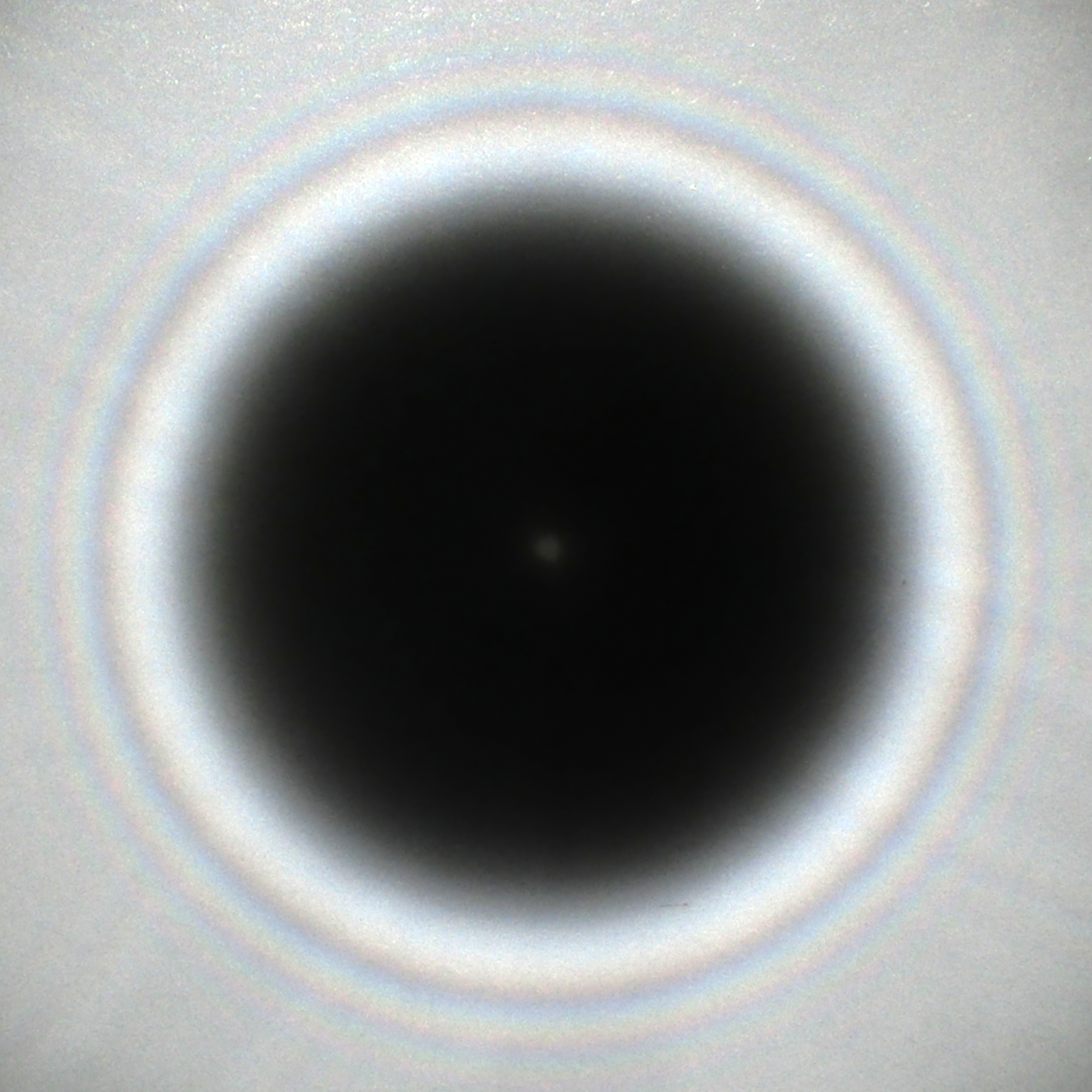
Felvétel egy 5.8 mm kör alakú tárgy árnyékának közepén látható Arago-foltról.

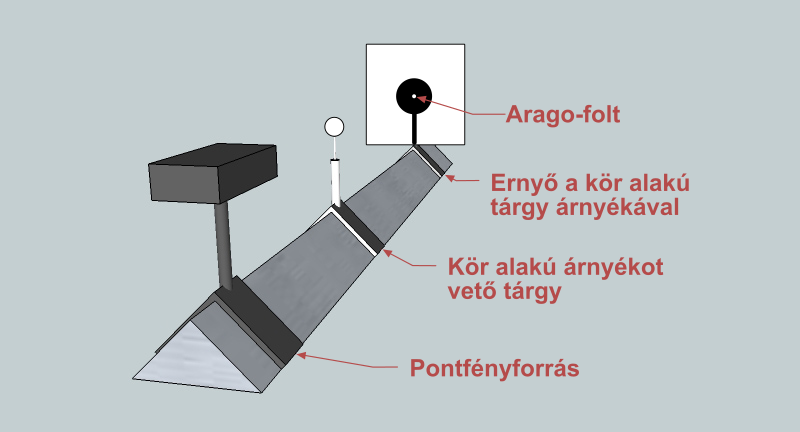
Az Arago-folt kísérlet. A pontfényforrás egy kör alakú tárgyat világít meg, amiely árnyékot vet az ernyőre. Az árnyék közepén egy fényes folt jelenik meg a diffrakció miatt, ami nem következhetne be a geometriai optika szerint.

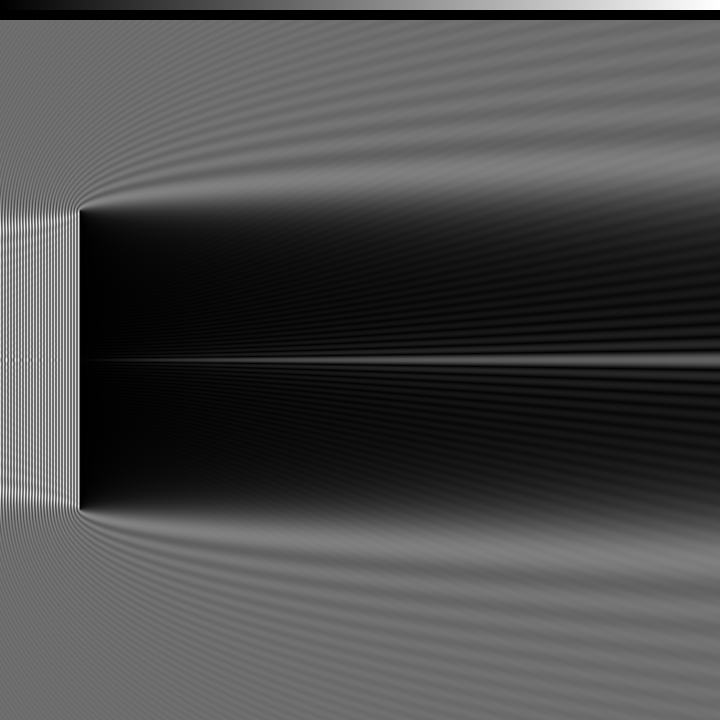
Arago-folt képződik az árnyékban.

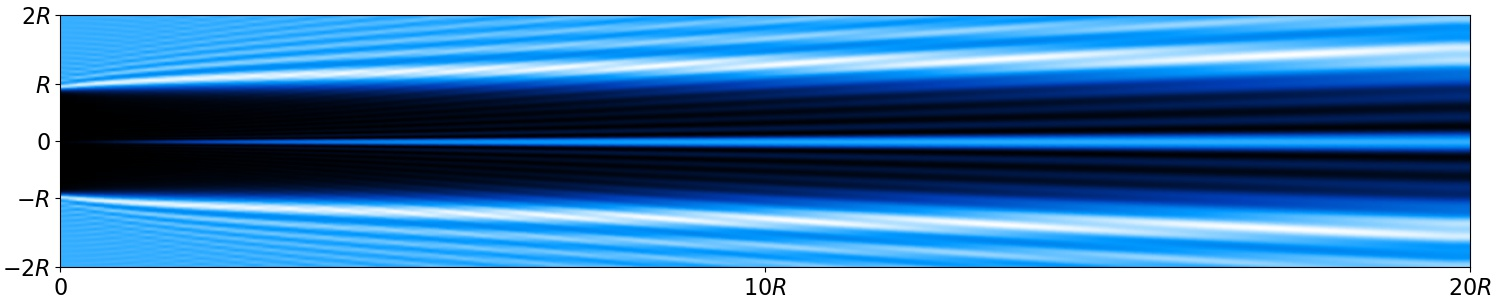

Az optikában az Arago-folt, a Poisson-folt vagy a Fresnel-folt egy olyan fényes pont, amely egy kör alakú tárgy árnyékának közepén jelenik meg a Fresnel-diffrakció miatt. Ez a folt fontos szerepet játszott a fény hullámtermészetének felfedezésében és általános módja annak, hogy bemutassák, hogy a fény hullámként viselkedik.
A kísérleti beállításhoz pontforrásra van szükség, például megvilágított tűlyukra vagy széttartó lézersugárra. A berendezés méreteinek meg kell felelniük a Fresnel diffrakcióra vonatkozó követelményeknek. A Fresnel-számnak ugyanis meg kell felelnie a 
{\displaystyle F={\frac {d^{2}}{\ell \lambda }}\gtrsim 1}
feltételnek, ahol:
- d a kör alakú tárgy átmérője,
- ℓ a tárgy és az ernyő távolsága,
- λ a fény hullámhossza.

Végül a kör alakú tárgy szélének kellően simának kell lennie. Ha Fresnel-szám egynél nagyobb, az távolsági diffrakció Frauhoffer esete. Ha kisebb, az a Fresnel-féle közel tér (közelségi) esete. 
Ezek a feltételek általában nem teljesülnek a hétköznapi életből ismert fényforrásokra, ezért nem látunk ilyen világos foltot az árnyékok közepén. A ma már elérhető lézerforrásokkal  azonban nem jelent gondot az Arago-folt kísérleti bemutatása.
A csillagászatban az Arago-folt a Newton-rendszerű távcsőben  megfigyelhető az erősen defókuszált csillag képének közepén. A csillag ugyanis szinte ideális pontforrást biztosít a végtelenben és ebben az esetben a távcső segéd tükre képezi a kör alakú, árnyékot vető akadályt.
Amikor a fény érkezik a kör alakú akadályra, a Huygens-elv kimondja, hogy az akadály síkjában minden pont egy-egy pontszerű fényforrásként működik. Az akadály szélének pontjaiból érkező és az árnyék közepébe tartó fény pontosan ugyanannyit tesz meg, így a tárgy mellett elhaladó összes fényhullám azonos fázisban érkezik a képernyőre, ezért konstruktív interferenciát hoz létre. Ez egy világos foltot eredményez az árnyék közepén, ahol a geometriai optika és a fény részecskeelmélete szerint egyáltalán nem lehetne fény.

## Története
A 19. század elején elterjedt az a gondolat, hogy a fény nem csak egyenes vonalban terjed. Thomas Young 1807-ben publikálta kettős réses kísérletét.  Az eredeti Arago-folt kísérletet egy évtizeddel később hajtották végre ami eldöntötte a kérdést, hogy a fény részecske vagy hullám. Ez az experimentum crucis (döntő kísérlet) egyik ékes példája volt.
Abban az időben sokan, közöttük Siméon Denis Poisson teoretikus is, elfogadták Isaac Newton  fényelméletét, ami szerint a fény részecske természetű.  1818-ban a Francia Tudományos Akadémia versenyt írt ki a fény tulajdonságainak megismerésére, ahol Poisson a bíráló bizottság egyik tagja volt. Augustin-Jean Fresnel építőmérnök egy új hullám-természeten alapuló fényelmélet benyújtásával jelentkezett erre a versenyre. 
Poisson a fény részecskeelméletének híveként részletesen tanulmányozta Fresnel elméletét és  annak módját kereste hogyan lehetne bebizonyítani, hogy az téves. Poisson úgy gondolta, hogy megtalálta a keresett hibát, amikor rájött, hogy Fresnel elméletéből az következik, hogy egy kör alakú akadály árnyék közepében lennie kell egy fényes foltnak. Viszont a fény részecskeelmélete szerint ott (is) teljes sötétségnek kell lennie. Ezt az előrejelzett fényfoltot a hullámelmélet abszurd következményének tekintették és hogy ennek kudarca (ha még sincs ott a folt) erős érv lehet Fresnel elméletének elutasítása mellett.
A bizottság vezetője, Dominique-François-Jean Arago úgy döntött, hogy ténylegesen elvégzi a kísérletet. 2 mm-es fémkorongot öntött egy üveglapra viasszal. Sikerült megfigyelnie a megjósolt fényfoltot, ami a legtöbb tudóst meggyőzte a fény hullámtermészetéről és Fresnel nyerte meg az akadémia versenyét.
Arago később megjegyezte, hogy ezt a (később "Poisson-folt" vagy "Arago-folt" néven emlegetett) jelenséget már egy évszázaddal korábban megfigyelte Delisle és Maraldi.
Arago kísérleti eredménye elsöprő bizonyíték volt a hullámelmélet mellett, egy évszázaddal később, a kvantummechanika megszületésével összefüggésben, megértették, hogy a fény (ahogy az anyag és az energia minden formája) részecskeként és hullámként is viselkedik, ez a  hullám-részecske kettősség. Ezt, vagyis utalást a foton létezésére, legelőször az Annus Mirabilis papers tanulmányai egyikében Albert Einstein tette közzé. Az elektromágneses hullámokhoz kapcsolódó részecskének, a fotonnak azonban semmi köze nincs a korpuszkuláris elméletben elképzelt részecskéihez, amelyek a hullámelmélet megjelenése és Arago perdöntős demonstrációja előtt uralkodtak. A kvantumelmélet megjelenése előtt, az 1920-as évek végén csak a fény hullámtermészete magyarázhatta az olyan jelenségeket, mint például a diffrakció és az interferencia. Ma már ismert, hogy a diffrakciós mintázat az egyes fotonok által okozott fényes foltok mozaikszerű felhalmozódásán keresztül jelenik meg, amint azt Paul Dirac kvantumelmélete megjósolta. A végső diffrakciós mintázat mozaikjának fényes pontjai folyamatosan alakulnak ki, a fényintenzitás növekedésével egyre gyorsabban. Ezzel szemben a hullámelmélet szerint eleve kialakul egy kiterjesztett folytonos mintázat, és ennek teljes fényereje nő az erősödő fényintenzitással.

## Elmélet

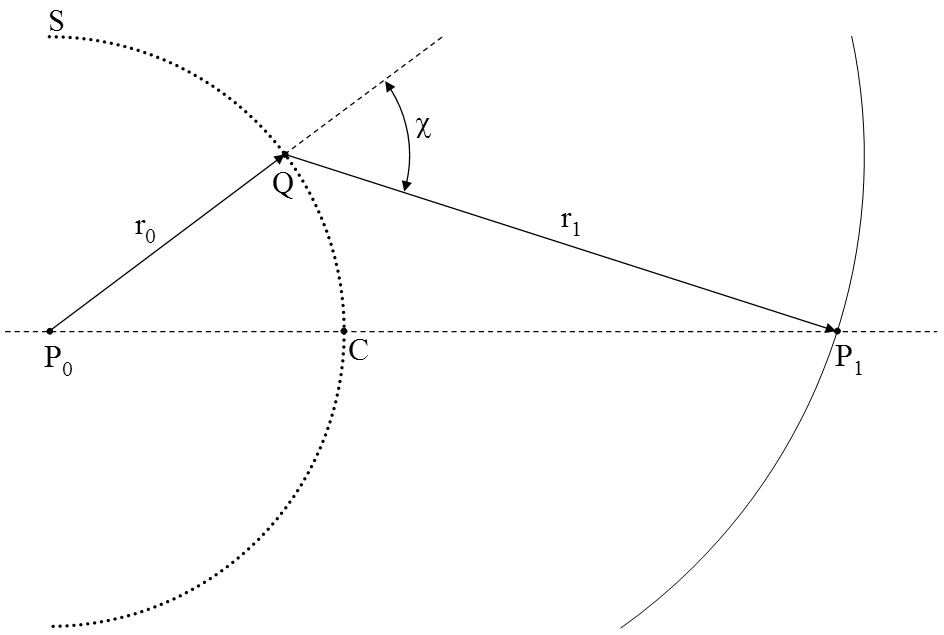
A P_{1} pontban határozzuk meg a P_{0} pontszerű forrásból kiinduló gömbhullám amplitúdóját.

Fresnel hullámelméletének középpontjában a Huygens–Fresnel-elv áll, amely kimondja, hogy a hullámfront minden pontja egy másodlagos gömbhullám pontforrása. Az ernyő minden pontján az E optikai tér amplitúdóját az oda érkező elemi gömbhullámok szuperpozíciója adja, figyelembe véve azok relatív fázisait.  Ez azt jelenti, hogy a képernyő P1 pontjában lévő mezőt egy felületi integrál adja:
{\displaystyle U(P_{1})={\frac {Ae^{\mathbf {i} kr_{0}}}{r_{0}}}\int _{S}{\frac {e^{\mathbf {i} kr_{1}}}{r_{1}}}K(\chi )\,dS},
ahol a {\displaystyle K(\chi )} tényező biztosítja, hogy a másodlagos hullámok ne terjedjenek visszafelé:
{\displaystyle K(\chi )={\frac {\mathbf {i} }{2\lambda }}(1+\cos(\chi ))}
ahol
- A a forráshullám amplitúdója,
- {\textstyle k={\frac {2\pi }{\lambda }}} a hullámszám,
- S az akadálymentes felület.

Az integrál előtti tag a forráshullámból származó rezgésekre vonatkozik r0 távolságban. Az integrálon belüli kifejezés pedig a másodlagos hullámok oszcillációit jelenti r1 távolságban.

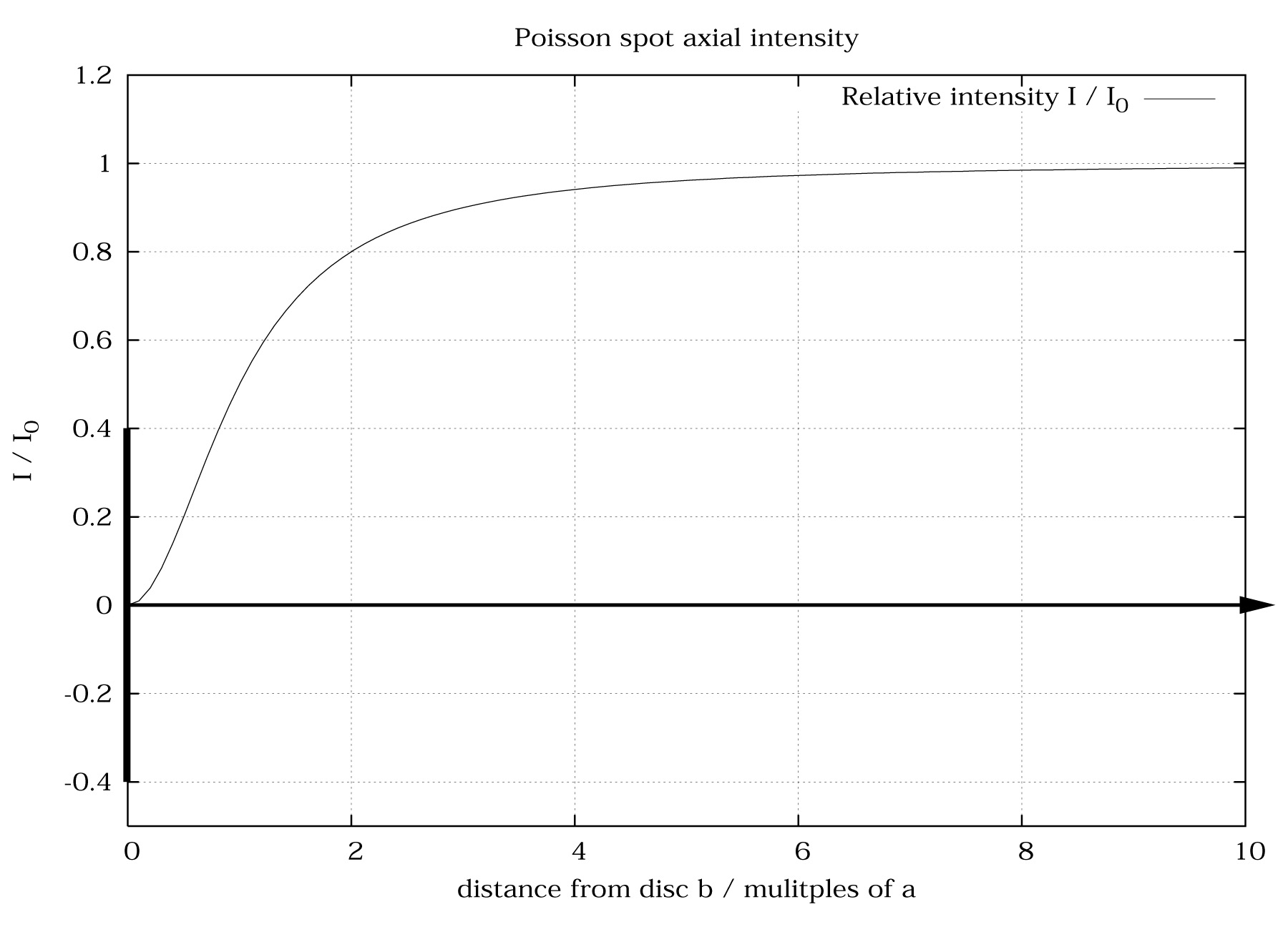
A tengely menti intenzitás egy kis kör alakú akadály árnyékának közepén. Az értéke tart az akadálytalan intenzitáshoz.

A kör alakú akadály mögötti intenzitás meghatározásához, ezen integrál segítségével feltételezzük, hogy a kísérleti paraméterek megfelelnek a közel téri diffrakció  követelményeinek (a kör alakú akadály mérete a hullámhosszhoz képest nagy, a távolságokhoz képest kicsi, g = P0C és b = CP1 az alábbi egyenletben). Ha áttérünk poláris koordinátákra akkor egy "a" sugarú kör alakú objektumon vett integrálját adja (lásd például Born-Wolf: Principles of Optics)
{\displaystyle U(P_{1})=-{\frac {\mathbf {i} }{\lambda }}{\frac {Ae^{\mathbf {i} k(g+b)}}{gb}}2\pi \int _{a}^{\infty }e^{\mathbf {i} k{\frac {1}{2}}\left({\frac {1}{g}}+{\frac {1}{b}}\right)r^{2}}r\,dr}

## Fordítás
- Ez a szócikk részben vagy egészben  az   Arago spot című angol Wikipédia-szócikk ezen változatának fordításán alapul.  Az eredeti cikk szerkesztőit annak laptörténete sorolja fel. Ez a jelzés csupán a megfogalmazás eredetét és a szerzői jogokat jelzi, nem szolgál a cikkben szereplő információk forrásmegjelöléseként.